# 시위향

시위 향의 위치

시위향(한국어: 서서향, 중국어: 西嶼鄉, 병음: Xīyǔ Xiāng)은 중화민국 펑후 현의 향이다. 넓이는 18.7148km2이고, 인구는 2015년 8월 기준으로 8,391명이다.

## 지리
시위 향은 펑후 현의 서부, 펑후 섬의 서쪽에 위치하고 바이사 향과는 펑후 과해대교로 연결된다.

## 같이 보기
- 펑후 제도